# Deklaracja o wychowaniu społeczeństw w duchu pokoju
Deklaracja o wychowaniu społeczeństw w duchu pokoju (ang. Declaration on the Preparation of Societies for Life in Peace) – deklaracja dotycząca utrzymywania trwałego pokoju dla wszystkich obywateli, która została zgłoszona przez Polskę w 1978 roku, a w rezultacie uchwalona na XXXIII Sesji Zgromadzenia Ogólnego ONZ dnia 15 grudnia 1978 roku.

## Historia

Organizacja Narodów Zjednoczonych

Wywodząc się z głębokiego zaplecza historycznego polskiej tolerancji oraz nie tak dawno przecież przebytych bolesnych doświadczeń okresu II wojny światowej Polska delegacja wyszła z inicjatywą Deklaracji o wychowaniu społeczeństw w duchu pokoju. Idea wychowania społeczeństw w duchu pokoju została wysunięta przez Polskę na forum ONZ już w 1974 roku, w przemówieniu Edwarda Gierka do Zgromadzenia Ogólnego. Kolejny raz została omówiona w przemówieniu na sesji końcowej Konferencji Bezpieczeństwa i Współpracy w Europie w Helsinkach. Zaś w roku 1977, na konferencji państw sygnatariuszy Aktu Końcowego KBWE, w Belgradzie, polska delegacja wyszła z propozycją uchwały w sprawie wychowania dla pokoju. Wzbudziła ona duże zainteresowanie wśród uczestników konferencji. Stanowiło to kontynuację działań Polski na forum międzynarodowym, na rzecz idei wychowania dla pokoju.  Wysuwając projekt deklaracji, polska dyplomacja kierowała się przeświadczeniem, że skuteczność konwencjonalnych środków utrwalenia pokoju uwarunkowana jest zbudowaniem infrastruktury pokoju w świadomości społeczeństw, która może powstać tylko wówczas, kiedy w społeczeństwo będzie miało świadomość, że pokój na świecie stanowi najwyższe dobro, a jest wręcz najbardziej podstawowym prawem. Przeświadczenie to znalazło wyraz w Deklaracji uchwalonej 15 grudnia 1978 roku przez Zgromadzenie Ogólne Narodów Zjednoczonych. Deklaracja została przyjęta w zasadzie jednogłośnie, a oprócz Polski do jej współautorstwa przyłączyło się 27 innych państw.

## Charakter prawny
Deklaracja sformułowała prawo: ,,każdy naród i każda istota ludzka niezależnie od rasy, przekonania, języka i płci ma niezbywalne prawo do życia w pokoju. Poszanowanie tego prawa leży we wspólnym interesie całej ludzkości i jest koniecznym warunkiem rozwoju we wszystkich dziedzinach". Fakt sformułowania tegoż prawa nie nadaje mu jednak rangi normy prawa międzynarodowego, ponieważ deklaracje nie mają charakteru wiążącego. Jednakże w pewnym względzie to prawo oznacza coś więcej, ponieważ stanowi przejaw rodzenia się nowej filozofii politycznej, która jest adekwatna do współczesności.

## Treść
Deklaracja wzywa państwa do stałego, konsekwentnego działania w celu zapewnienia, aby programy i procesy nauczania, kształcenia i wychowania w rodzinie, w szkole i w życiu publicznym zawierały treści zgodne z zadaniem wychowania społeczeństw w duchu pokoju. Duży nacisk jest tutaj kładziony na młode pokolenia. Zaleca się eliminowanie z programów szkolnych i środków masowego przekazu treści, które propagują nienawiść, szowinizm, nietolerancje, niesprawiedliwość, kult przemocy i wojny.
Deklaracja zakłada, że wychowaniem dla pokoju objęte powinny być całe społeczeństwa – młodzież, dorośli, rządzący etc. Jest ona uniwersalna, czyli dopasowana do każdego narodu i państwa, niezależnie od tego, jaki panuje w nim ustrój i jakie ideologie są reprezentacyjne. Dla deklaracji pokój jest wartością o charakterze ponadnarodowym, ponadustrojowym i ponadświatopoglądowym.

## Uchwała sejmu PRL
21 grudnia 1978 roku Sejm Polskiej Rzeczypospolitej Ludowej podjął uchwałę w sprawie Deklaracji o wychowaniu społeczeństw w duchu pokoju. Sejm PRL witał w niej Deklarację uchwaloną przez XXXIII sesję Zgromadzenia Ogólnego Narodów Zjednoczonych. Uchwałą Sejm pragnął wyrazić podziękowanie wszystkim państwom, które przyczyniły się do przyjęcia zgłoszonego przez Polskę projektu, a zwłaszcza tym 27 państwom, które przyłączyły się do jej współautorstwa i udzielały jej poparcia. Sejm PRL podkreśla, że uchwalona deklaracja jest ważnym czynnikiem budowy zaufania między narodami, a jednocześnie umocnienia pokoju i bezpieczeństwa. Zwraca się z apelem do wszystkich parlamentów o stałe, aktywne działanie na rzecz wcielenia deklarowanych idei dla dobra dzisiejszego i przyszłych dni